# Toyota TF108
Toyota TF108 je sedmým vozem formule 1 týmu Panasonic Toyota Racing, který se účastnil mistrovství světa v roce 2008.

## Popis
Vůz TF108 je radikálně odlišný od vozu TF107 jednak díky inovačním rozhodnutím celého týmu a jednak změnami v pravidlech pro rok 2008. Nejvýraznější změnou na voze je posunutí těžiště, zvětšením rozvoru náprav. Delší rozvor zajistí vozu lepší stabilitu, v závislosti na výkonu, a aerodynamiku. Krom posunutí těžiště Toyota představila i nový koncept aerodynamiky. Loňský vůz TF107 je přirozenou evolucí vozu TF106, zatímco aerodynamika vozu TF108 je založena na filozofii vyprojektování a fungováni kompletního balíčku aerodynamických prvků. Nový vůz získá i zbrusu novou převodovku.

## Vývoj vozu TF108 v datech
- říjen 2006
  - Project Group zahajuje první analýzy a simulace pro projekt TF108
- prosinec 2006
  - první rozhodnutí o dimenzích nového vozu
- leden 2007
  - počátek detailního zpracování projektu s novým vývojem převodovky
- březen 2007
  - první testy TF108 v aerodynamickém tunelu
- červenec 2007
  - první zkoušky standardizované elektronické řídicí jednotky SECU, testy na dráze bez kontroly trakce.
- září 2007
  - vývoj různých části při testech ve voze TF107
- listopad 2007
  - první test se systémem SECU na trati v Barceloně společně s novou převodovkou.
- leden 2008
  - představení vozu a testy na trati v Jerezu

## Technická data
- Délka: 4636 mm
- Šířka: 1800 mm
- Výška: 950 mm
- Váha: 605 Kg (včetně pilota, vody a oleje)
- Rozchod kol vpředu:
- Rozchod kol vzadu:
- Těžiště:
- Převodovka: Toyota/WilliamsF1 L 7stupňová poloautomatická sekvenční s elektronickou kontrolou.
- Brzdy: Brembo
- Motor: RVX-08
  - V8 90°
  - Objem: 2.398 cm³
  - Výkon: 740cv/19000 otáček
  - Zdvih: 98 mm
  - Ventily: 32
  - Mazivo: Esso
  - Palivo: Esso
  - Vstřikování DENSO
  - Palivový systém DENSO
- Pneumatiky: Bridgestone

## Výsledky v sezoně 2008
| Legenda k tabulce | Legenda k tabulce                                                                       |
| Barva             | Výsledek                                                                                |
| ----------------- | --------------------------------------------------------------------------------------- |
| Zlatá             | Vítěz                                                                                   |
| Stříbrná          | 2. místo                                                                                |
| Bronzová          | 3. místo                                                                                |
| Zelená            | Bodované umístění                                                                       |
| Modrá             | Nebodované umístění                                                                     |
| Modrá             | Dokončil neklasifikován (NC)                                                            |
| Fialová           | Odstoupil (Ret)                                                                         |
| Červená           | Nekvalifikoval se (DNQ)                                                                 |
| Červená           | Nepředkvalifikoval se (DNPQ)                                                            |
| Černá             | Diskvalifikován (DSQ)                                                                   |
| Bílá              | Nestartoval (DNS)                                                                       |
| Bílá              | Závod zrušen (C)                                                                        |
| Světle modrá      | Pouze trénoval (PO)                                                                     |
| Světle modrá      | Páteční testovací jezdec (TD)                                                           |
| Bez barvy         | Netrénoval (DNP)                                                                        |
| Bez barvy         | Vyřazen (EX)                                                                            |
| Bez barvy         | Nepřijel (DNA)                                                                          |
| Bez barvy         | Odvolal účast (WD)                                                                      |
| Bez barvy         | Nezúčastnil se (prázdné)                                                                |
| Označení          | Význam                                                                                  |
| Tučnost           | Pole position                                                                           |
| Kurzíva           | Nejrychlejší kolo                                                                       |
| †                 | Jezdec nedojel do cíle, ale byl klasifikován, protože odjel více než 90 % délky závodu. |
| ‡                 | Byl udělován poloviční počet bodů, protože bylo odjeto méně než 75 % délky závodu.      |
| Horní index       | Umístění bodujících jezdců ve sprintu                                                   |

| Rok  | Šasi         | Motor                  | Pneu | Jezdci | 1   | 2   | 3   | 4   | 5   | 6   | 7   | 8   | 9   | 10  | 11  | 12  | 13  | 14  | 15  | 16  | 17  | 18  | Body | Umístění |
| ---- | ------------ | ---------------------- | ---- | ------ | --- | --- | --- | --- | --- | --- | --- | --- | --- | --- | --- | --- | --- | --- | --- | --- | --- | --- | ---- | -------- |
| 2008 | Toyota TF108 | Toyota RVX-07 2.4 l V8 | B    |        | AUS | MAL | BHR | ESP | TUR | MON | CAN | FRA | GBR | GER | HUN | EUR | BEL | ITA | SIN | JPN | CHN | BRA | 25   | 4        |
| 2008 | Toyota TF108 | Toyota RVX-07 2.4 l V8 | B    | Trulli | Ret | 4   | 6   | 8   | 10  | 13  | 6   | 3   | 7   | 9   | 7   | 5   | 16  | 13  | Ret | 5   | Ret | 8   | 25   | 4        |
| 2008 | Toyota TF108 | Toyota RVX-07 2.4 l V8 | B    | Glock  | Ret | Ret | 9   | 11  | 13  | 12  | 4   | 11  | 12  | Ret | 2   | 7   | 9   | 11  | 4   | Ret | 7   | 6   | 25   | 4        |